# Сальное дерево
Са́льное де́рево, или Сапиум салоносный (Triadica sebifera, ранее Sapium sebiferum) — растение семейства Молочайные. Используется как декоративное растение, как источник для мёда, производства красок. Благодаря высокой производительности в показателях масел (получаемых из воскоподобного жира, которым окружены семена) на гектар представляет интерес для производства биодизеля.

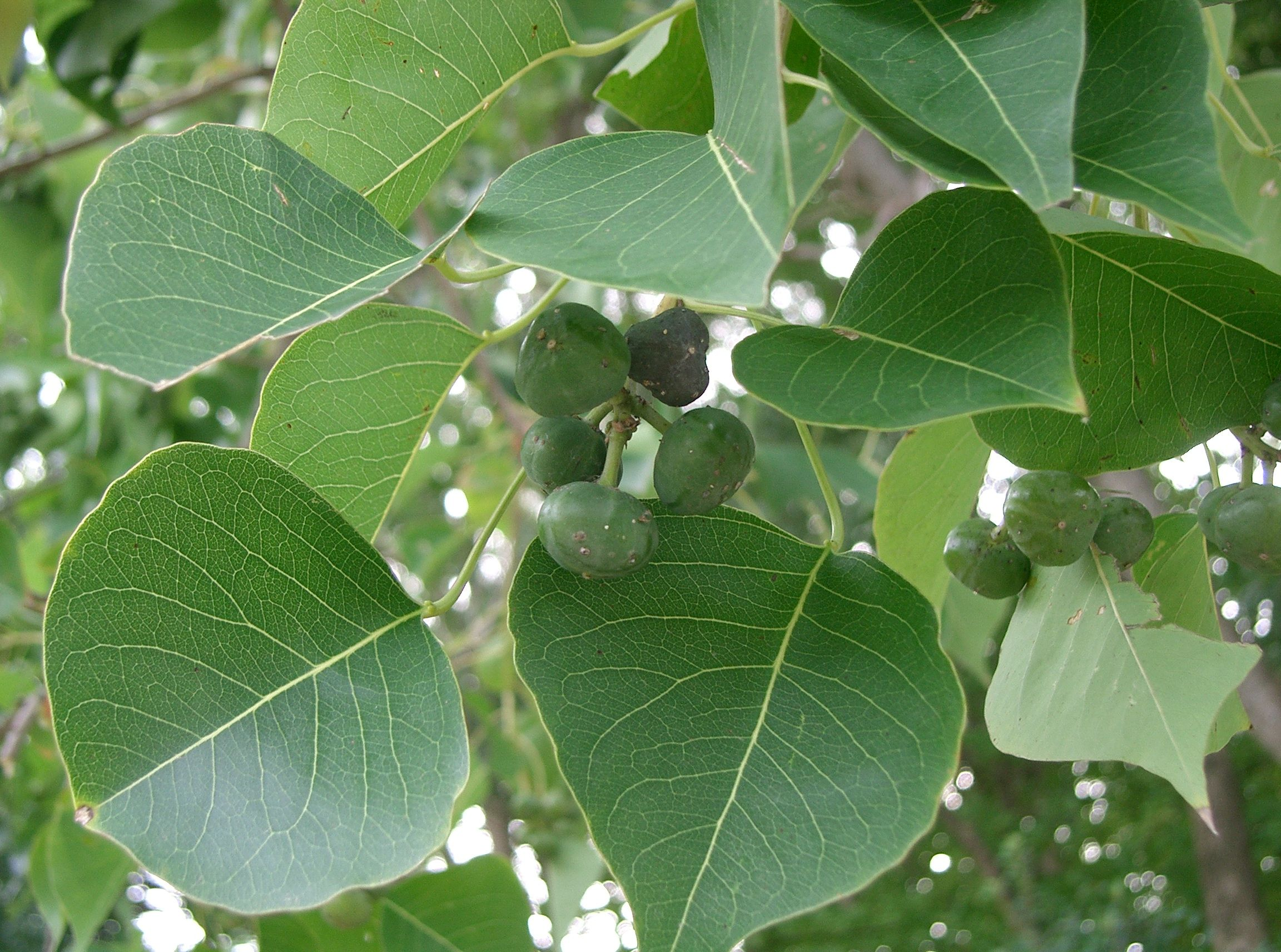
Плоды

Сальное дерево  происходит из Восточной Азии, встречается в основном в восточной части материкового Китая и Тайваня. Между тем, этот вид также распространен в южной части Соединенных Штатов (куда растение было завезено в колониальные времена) где он считается инвазивным растением.